# Yésica Marcos
Yésica Patricia Marcos, apodada La Leona o El Bombón Asesino (San Martín, 5 de marzo de 1986), es una exboxeadora argentina. En 2009 se consagró campeona mundial de peso supergallo de la WBa y en 2011 campeona mundial de la WBO, en la misma categoría.

## Biografía
Debutó como profesional el 5 de septiembre de 2008, en el Polideportivo San Pedro de San Martín, Provincia de Mendoza, venciendo por decisión unánime a Cristina Pacheco.
El 14 de marzo de 2009 obtuvo el título sudamericano peso supergallo al vencer por puntos a Adriana Herrera en el Club Atlético San Martín de Mendoza. El 20 de octubre del mismo año obtiene el título argentino de la división, al vencer a Marisa Johanna Portillo.
El 9 de abril de 2010 es designada campeona mundial interina de peso supergallo de la WBA, al vencer en decisión unánime a Simone Da Silva Duarte en el Teatro Griego Juan Pablo Segundo de San Martín, Mendoza. Con posterioridad defiende exitosamente la corona en tres oportunidades hasta que se corona definitivamente campeona mundial de la categoría el 6 de octubre de 2012, luego de vencer a Dayana Cordero por nocaut técnico, realizando hasta 2013 una defensa exitosa más.
A su vez, el 8 de octubre de 2011 obtuvo también el título de campeona mundial interina de peso supergallo de la WBO, al vencer por decisión unánime a Simone Da Silva Duarte, título que confirmó definitivamente el 16 de marzo de 2012 al vencer a Ana Julaton. De este título realizó luego dos defensas exitosas adicionales, hasta fines de 2013.